# Marcin Jurecki
Marcin Jurecki (ur. 11 listopada 1976 w Połczynie-Zdroju, zm. 26 lutego 2008 w Warszawie) — polski zapaśnik, wielokrotny reprezentant Polski w stylu wolnym, uczestnik igrzysk olimpijskich w Sydney, dwukrotny mistrz Polski (1997, 1998). Trener atletycznego klubu sportowego w Białogardzie.
W 2000 na igrzyskach w Sydney startował w wadze 76 kg. W pierwszej walce pokonał Australijczyka Reina Ozoline'a, a w kolejnych przegrał z Ukraińcem Alikiem Muzajewem oraz Moon-Eui Jae z Korei Południowej i został wyeliminowany z turnieju. Był uczestnikiem mistrzostw świata (najlepsze, piąte miejsce zajął w 2002 w Teheranie) i Europy. Mieszkał z rodziną w Białogardzie. Zmarł wskutek choroby nowotworowej w warszawskiej Klinice Onkologicznej.